# Centromochlus perugiae
Centromochlus perugiae är en fiskart som beskrevs av Franz Steindachner 1882. Centromochlus perugiae ingår i släktet Centromochlus och familjen Auchenipteridae. Inga underarter finns listade i Catalogue of Life.